# Isidor Zahradník
Isidor Zahradník, rodným jménem Theodor Zahradník, užíval též jméno Bohdan Zahradník (25. června 1864 Hostačov – 19. února 1926 Vídeň), byl český katolický kněz (později přijal pravoslaví), politik, diplomat, spisovatel a knihovník.

## Život
Isidor se narodil v rodině Karla Zahradníka (1822–1890), který byl zámeckým zahradníkem v Hostačově a Marie Zahradníkové-Krupské (1829–1885). Měl dva sourozence: Mariu Zahradníkovou (1856) a Bohumila Zahradníka-Brodského (1862–1939). Roku 1920 se oženil s Helenou Krämerovou, se kterou měl dceru Helenu Šenfeldovou (1923–1997).
Obecnou školu (1871–1875) navštěvoval v Hostačově, poté gymnázium (1875–1883) v Havlíčkově Brodě. V letech 1884–1888 studoval na pražské Bohoslovecké fakultě. Svá studia dokončil na Filozofické fakultě Univerzity Karlovy (historie a latina) roku 1897.
V roce 1883 vstoupil do premonstrátského řádu na Strahově, kde přijal řeholní jméno Isidor, vysvěcen byl v roce 1888. V říjnu roku 1888 se stal kaplanem v Rochlicích, v letech 1890–1899 byl knězem v Jihlavě. Následovalo místo knihovníka ve Strahovské knihovně, kde působil do 1. 2. 1906. V březnu 1906 byl jmenován hospodářským inspektorem na strahovském statku v Hradišťku. Roku 1919 z katolické církve vystoupil a přihlásil se k pravoslaví, u kterého nesetrval, ale pomáhal vytvořit církev Československou.
Byl politicky aktivní již za Rakouska-Uherska. Ve volbách do Říšské rady roku 1907 se stal za Českou agrární stranu poslancem Říšské rady (celostátní parlament), kam byl zvolen za okrsek Čechy 055. Usedl do poslanecké frakce Klub českých agrárníků. Opětovně byl zvolen za týž obvod i ve volbách do Říšské rady roku 1911 a ve vídeňském parlamentu setrval do zániku monarchie.
Za 1. světové války se účastnil domácího odboje. Roku 1918 se stal členem Národního výboru Československého.
Byl jedním z organizátorů převratu 28. 10. 1918 v Praze . Stalo se tak kolem 11. hodiny dopoledne na Václavském náměstí u sochy sv. Václava, kdy Zahradník vystoupil spontánně z davu a pronesl větu, která je považována za vyhlášení československého státu: „Jsme svobodní. Zde u stupňů pomníku českého knížete svatého Václava přísaháme, že chceme této svobody se státi hodnými, že ji chceme hájiti i svými životy.“ Jásající dav ho následně doprovázel až na nádraží císaře Františka Josefa (nyní Praha hlavní nádraží, v době příjezdu T. G. Masaryka do Prahy 21. prosince 1918, který Dr. Zahradník jako ministr železnic organizoval, již Wilsonovo). Odtud byla zpráva o ustavení Československa vyslána telegrafem do světa. Zhruba o hodinu později opakoval tento Zahradníkův akt u sochy sv. Václava i pražský Národní výbor již v podání mužů 28. října.
V letech 1918–1919 byl členem Revolučního národního shromáždění za agrární stranu. Ve vládě Karla Kramáře (14. listopadu 1918 – 8. července 1919) zastával funkci ministra železnic, stal se tak prvním ministrem v této funkci od vzniku Československa.
Je mu jako ministru železnic přisuzována klíčová zásluha na tom, že byla v roce 1919 povolena dočasná přeprava cestujících z Podolí do Braníka a zpět vlaky ČSD po tovární vlečce k vápenkám branického lomu a k cementárně po dobu, než byla do Braníka prodloužena tramvajová trať. Podle ministrova řeholního jména byla vlečka přezdívána „Izidorka“. V době, kdy byl ministrem, se také podařilo ministerstvu železnic s podporou americké půjčky zakoupit celkem 92 ukořistěných původně německých lokomotiv. Často značně poškozené stroje byly v červnu až září 1919 přebírány českými pracovníky ve francouzském Is-sur-Tille.
V období 1920–1921 působil jako československý zplnomocněný ministr u mezinárodní reparační komise ve Vídni. Od roku 1924 působil Zahradník ve funkci ředitele Hypoteční banky v Praze.

## Dílo

### Teologické práce
- Blahoslavený Heřman Josef, řeholní kanovník premonstrátský: Život a důkazy svatosti jeho – Brno: Královská kanonie Strahov, 1891
- Nezdárné děti: Postní kázání, čím křesťané mučí Syna člověka – a s povolením představenstva řádu vydal. Telč: Emil Šolc, 1893
- Zdárné děti: řeči postní – Praha: Gustav Francl, 1895
- Matka boží a lid český: Májové promluvy – Jihlava: A. Jarosch, 1896
- Cestou křížovou: řeči postní – Olomouc: R. Promberger, 1901

### Jiné
- Prvotisky knihovny Strahovské – sestavil. Praha: vlastním nákladem, 1898–1902
- Přátelé a nepřátelé dělnictva: řeč – Brno: s. n., 1899
- Jana Willenberga Pohledy na města, hrady a památné stavby království Českého z počátku 17. století – dle původních dosud neznámých kreseb, jež ve Strahovské knihovně nalezeny byly. Praha: A. Podlaha a I. Zahradník, 1901
- Iter Austriacum: Klášterní knihovny arcivévodství D. a H. Rakouských a soupis jejich bohemik – Praha: v. n., 1902
- Über neuere Bibliographie der Inkunabeln, besonders der böhmischen – Prag: der Königreich Böhmen Gesellschaft der Wissenschaften, 1902
- Knihovna strahovská v době našeho probuzení: při slavnostním valném shromáždění České akademie císaře Františka Josefa pro vědy, slovesnost a umění dne 3. prosince 1904 – přednesl. Praha: v. n., 1904
- Slovník latinsko-německo-český pro Ladislava Pohrobka, krále českého: dle rukopisu palatinského č. 1787 knihovny Vatikánské – vydává. Praha: Česká akademie císaře Františka Josefa pro vědy, slovesnost a umění, 1904
- Řeč poslance Dr. Isidora Zahradníka, nynějšího ministra československých železnic, pronesena na Veřejné schůzi v Lounech v předvečer proklamace samostatnosti československého státu, dne 27. října 1918 – Louny: Spol. řemeslníků čs. státních drah, 1918
- Ministr železnic Dr. I. Zahradník na táboru lidu v Sedlčanech dne 12. ledna 1919 – Sedlčany: Okresní agrární organizace, 1919